# Liste der Monuments historiques in Sérigné
Die Liste der Monuments historiques in Sérigné führt die Monuments historiques in der französischen Gemeinde Sérigné auf.

## Liste der Bauwerke
| Bezeichnung          | Beschreibung                  | Standort | Kennzeichnung | Schutzstatus   | Datum     | Bild |
| -------------------- | ----------------------------- | -------- | ------------- | -------------- | --------- | ---- |
| Schloss La Girardie  | Erbaut 1593                   | (Lage)   | PA00110270    | Inscrit Classé | 1988 1993 |      |
| Kirche Saint-Hilaire | Erbaut ab dem 12. Jahrhundert | (Lage)   | PA00110271    | Inscrit        | 1989      |      |

## Liste der Objekte
- Monuments historiques (Objekte) in Sérigné in der Base Palissy des französischen Kultusministeriums